# Adèle Castillon
Adèle Castillon, född 24 oktober 2001 i Angers, är en fransk skådespelare och sångerska.
Castillon upptäcktes av Daphné Thavaud och fick sin första filmroll 2017 i filmen Sous le même toit regisserad av Dominique Farrugia.
I september 2018 skapade hon tillsammans med Matthieu Reynad elektropopgruppen Videoclub och har med honom släppt ett album liksom åtta  singlar.